# Amatovci
Amatovci su naselje u Republici Hrvatskoj u Požeško-slavonskoj županiji, u sastavu općine Brestovac.

## Zemljopis
Amatovci su smješteni oko 20 km sjeverozapadno od Brestovca, između planina Psunja i Papuka.

## Stanovništvo
Prema popisu stanovništva iz 2011. godine Amatovci nisu imali stanovnika, dok su prema popis stanovništva iz 2001. godine imali 1 stanovnika.
| broj stanovnika | 101   | 124   | 101   | 95    | 114   | 142   | 145   | 157   | 97    | 105   | 107   | 69    | 31    | 19    | 1     |       |       |
|                 | 1857. | 1869. | 1880. | 1890. | 1900. | 1910. | 1921. | 1931. | 1948. | 1953. | 1961. | 1971. | 1981. | 1991. | 2001. | 2011. | 2021. |